# Криниця єдинорога
Криниця єдинорога (The Well of the Unicorn) — фентезійний роман американського письменника Флетчера Претта. Вперше роман був опублікований в твердій палітурці в видавництві William Sloane Associates  у 1948 році. Роман вийшов під псевдонімом Джордж У. Флетчер (George U. Fletcher).
Всі наступні видання видавалися під справжнім ім'ям автора. В м'якій обкладинці роман був вперше виданий  у 1967 році у видавництві Lancer Books, яке передрукувало його в 1968 році. Наступні видання роману в м'якій обкладинці були випущені видавництвом Ballantine Books. Перша книжка у видавництві  Ballantine Books вийшла у травні 1976 року, і була перевидана тричі: у 1979, 1980 і 1995 роках. Останнє видання в м'якій обкладинці вийшло  в Голанській Серії  "Шедеври  Фентезі" (Fantasy Masterworks)  у 2001 році.

## Анотація роману
Роман «Криниця єдинорога» — один з незвичайно привабливих фентезійних творів XX століття. Це роман про короля без королівства, корупцію в народній партії Дейларни та вікінгів-гомосексуалів. Сюжет твору містить елементи умовно — модернізованої північно-європейської давнини. Претт зумів об'єднати реалії далекого минулого і неймовірні фантазії. Є ще одна особливість. Цей роман є продовженням (сіквелом) п'єси іншого автора. Претт вказав у передмові, що його книга — продовження п'єси лорда Дансені «Король Аргименес і Невідомий воїн».
Сюжет п'єси простий: скинутий король знаходить чарівний меч, звертається до духу попереднього власника, звільняється з рабства і скидає узурпатора. Сюжет роману трохи складніше: позбавлений спадщини Ейвар Ейнарсон приєднується до бунтівників, які бажають знищити узурпаторів-валькингів і повернути Дейларне свободу. Зрештою маг-самоучка стає на чолі повстання, заручається з принцесою і отримує на законних правах своє королівство.

## Сюжет
Головний герой роману Ейрар Ельварсон — юнак, який трохи знається на магії, вигнаний зі свого хутора валькингами, правлячими завойованою їми країною Дейларною. По дорозі в місто Наарос він потрапляє до чаклуна і філософу Мелібое, який найняв його посланцем до Залізного Кільця — організації дейлкарлів, бажаючих скинути панування валькингів. У Нааросі Ейрар дізнається про підготовку повстання і знайомиться з Рогеєм — одним з керівників Залізного Кільця.
Під час втечі з міста він потрапляє до рибалок островів Джентеббі, які пообіцяли дати йому 50 воїнів в обмін на заклинання, які позбавляють від морських демонів. Разом з ними він пливе до Сальмонесси, де герцог Роджер готується виступити проти валькингів. Війська Роджера і Зоряні Воєводи — найманці з Каррени, що приєдналися до нього — розбиті валькингами. Ейрар з невеликим загоном біжить на північ, по дорозі до нього приєднуються Мелібое та четверо Зоряних Воєвод. Загін повстанців переміщається по країні, ведучи партизанську війну проти валькингів.
Нарешті, всі вони приєднуються до Мікалегону — герцога-пірата острова Ос-Ерігу. В Ос-Ерігу вони витримують тривалу облогу. Тут же Ейрар знайомиться з Аргирою — принцесою Імперії — і закохується в неї. Замок Ос-Ерігу загинув у результаті зради, і Ейрар з іншими вождями повстання на кораблях пливуть у Наарос. Захопивши місто, вони готуються дати бій валькингам. Ейрара проголошують герцогом Дейларни. Він одружується з Аргирою. У вирішальному бою валькинги розбиті, і Дейларна стає вільною.

## Герої роману
- Ейрар — головний герой, трохи знається на магії
- Мелібое — чарівник і філософ, наставник Ейрара
- Альсандер, Плейандер, Ейвименес — Зіркові Воєводи, прославлені полководці, найманці
- Евадне — сестра Зоряних Воєвод, закохана в Ейрара
- Ладомир Ладомирсон — благородний лицар, єдиний дейлкарл — член Імперського Ради
- Мікалегон — герцог-пірат Ос-Еригу, відрізняється буйною вдачею і любов'ю до хлопчиків
- Аргира — принцеса Імперії, кохана Ейрара

## Мотиви і відсилання
У романі два основних мотиви — опис війни і становлення особистості головного героя. Автор дає досить глибокий опис війни, він приділяє багато уваги деталям, описує битви. Головний герой проходить шлях від вигнанця до правителя держави, при цьому змінюючись духовно. У романі є багато діалогів між Ейраром і його наставником Мелібое. В них піднімаються філософські питання сенсу життя, любові, обговорюються особливості влади, а також можливості та способи влаштування людського суспільства.
Можна досить чітко простежити паралелі між вигаданими країнами світу Колодязя і реальними історичними державами. Так, Імперія сильно нагадує Візантію періоду занепаду; держава валькингів — Стародавній Рим; Двенадцятиграддя — полісну Грецію; Дейларна, Хестинга, Скагаланг — держави слов'ян.